# Педру II (імператор Бразилії)
Педру II (2 грудня 1825 , Ріо-де-Жанейро  — 5 грудня 1891 , Париж ) — імператор Бразилії з династії Браганса, 2-й і останній бразильський імператор.
Його повне ім'я і титул — Педру ді Алкантара Жуан Карлуш Леопольду Сальвадор Бібіану Франсішку Шаві'єр ді Паула Леокадіо Міґель Ґабріель Рафаель Ґонсаґа ді Браґанса і Габсбурґо (Pedro de Alcântara João Carlos Leopoldo Salvador Bibiano Francisco Xavier de Paula Leocádio Miguel Gabriel Rafael Gonzaga de Bragança e Habsburgo), волею Господа й угоди всього народу, конституційний імператор і постійний захисник Бразилії.
1871 — видав «Закон вільного лона», згідно з яким, діти, народжені від невільниць, визнавалися вільними.
1888 — остаточно скасував рабство в Бразилії, за що був проголошений «Імператором-Визволителем».
1889 — був позбавлений престолу внаслідок безкровного військового перевороту, очоленого маршалом Деодору да Фонсекою. Заколотники проголосили Бразилію федеративною республікою (Сполученими Штатами Бразилії), а колишньому імператору зі сім'єю дозволили залишити країну.

## Педру II в Україні
Під час своєї всесвітньої подорожі останній імператор Бразилії 7-9 вересня 1876 року відвідав Київ. Він продефілював Хрещатиком, побував на Подолі, Житньому ринку, біля Золотих Воріт, на Лук'янівці, в Софійському соборі, Києво-Печерській лаврі, двічі відвідав міський театр. Імператор оглянув бібліотеку та колекції Імператорського університету Святого Володимира, відвідав обсерваторії й отримав диплом почесного члена університету.
Після цього імператор Бразилії відвідав Ялту, де в Лівадійському палаці зустрівся з російським імператором Олександром II.
В Одесі зупинився в готелі Лондонська.

## Галерея

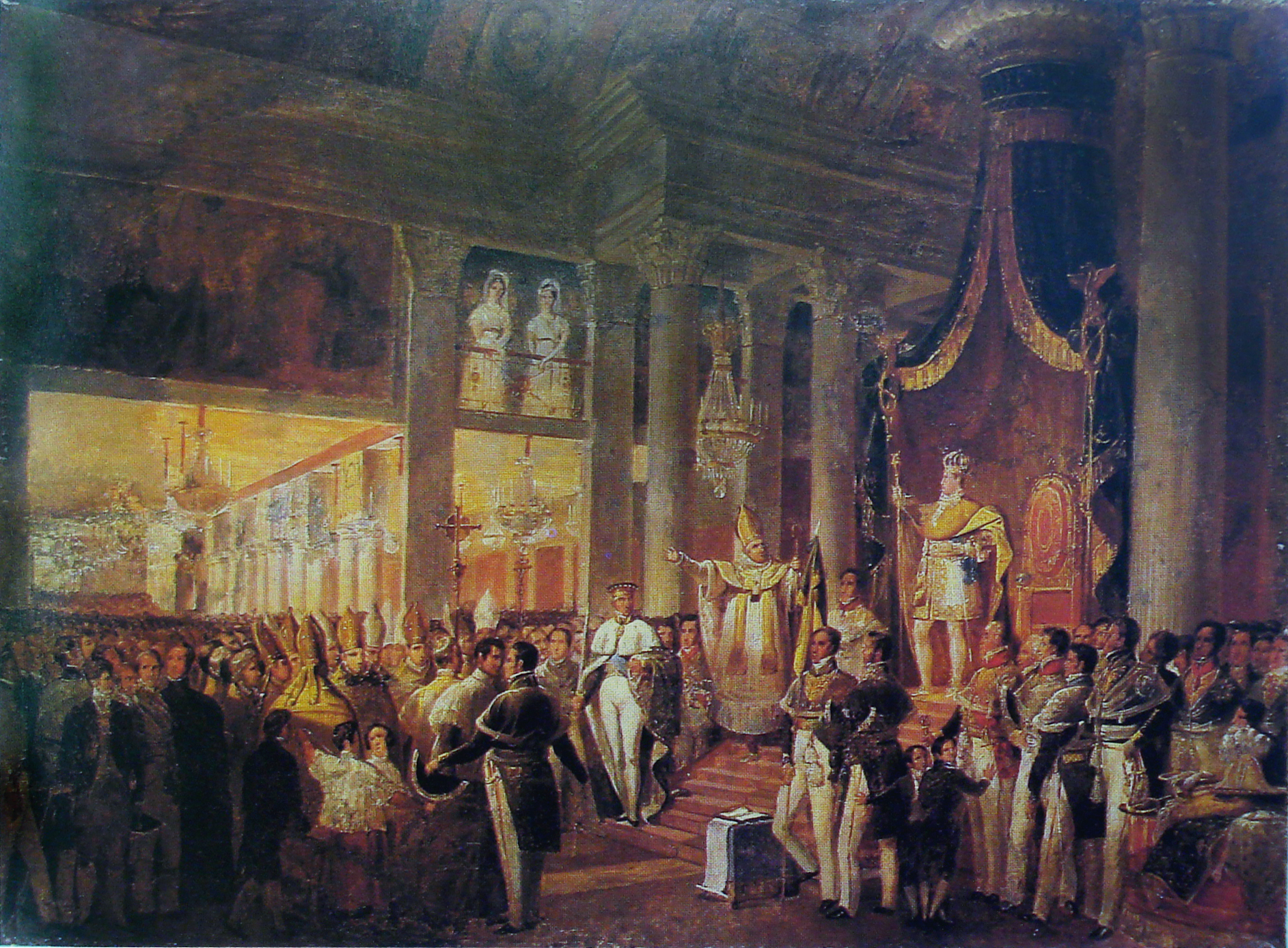
Коронація Педру ІІ
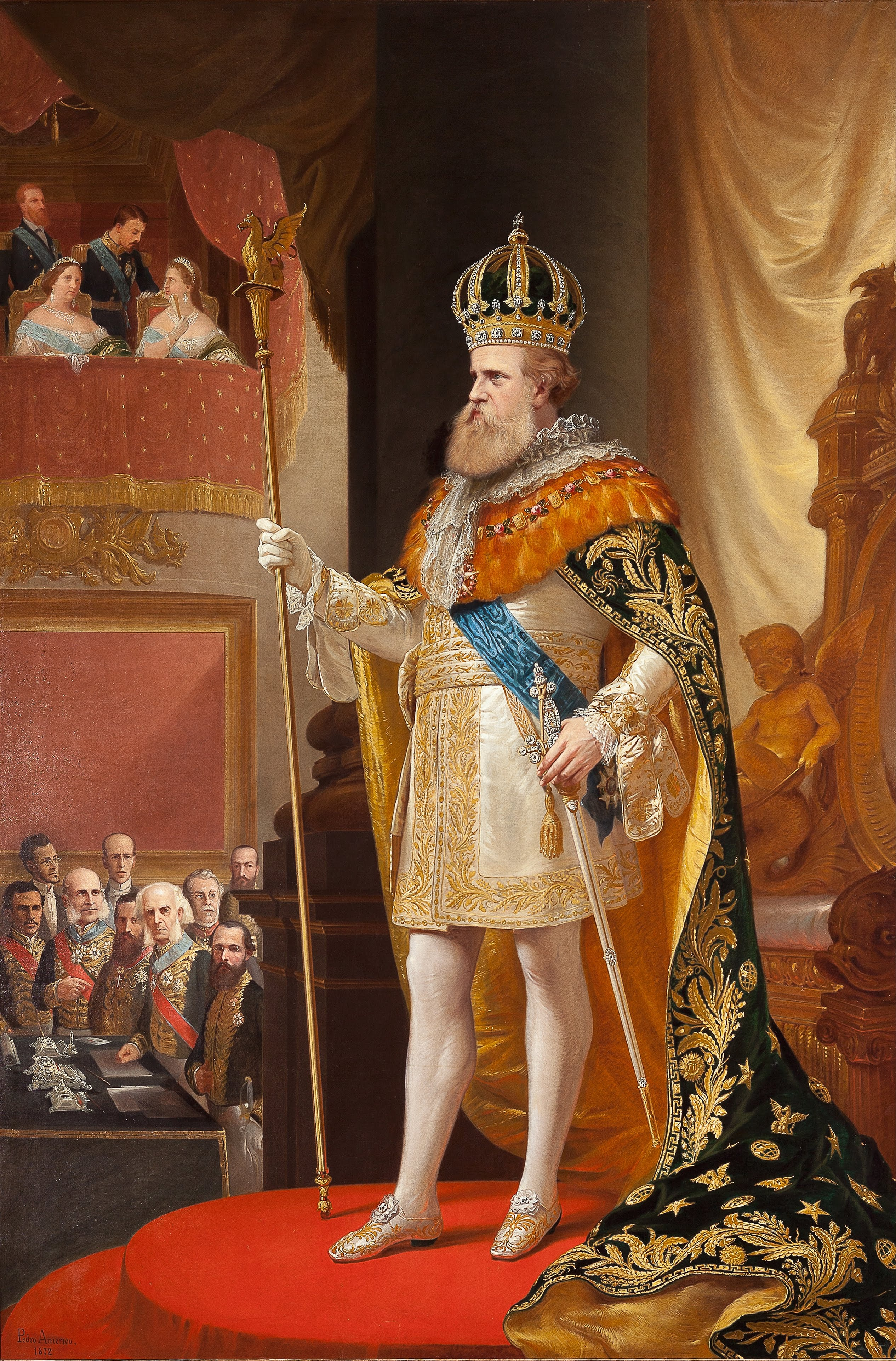
Тронна промова Педру ІІ , 1872
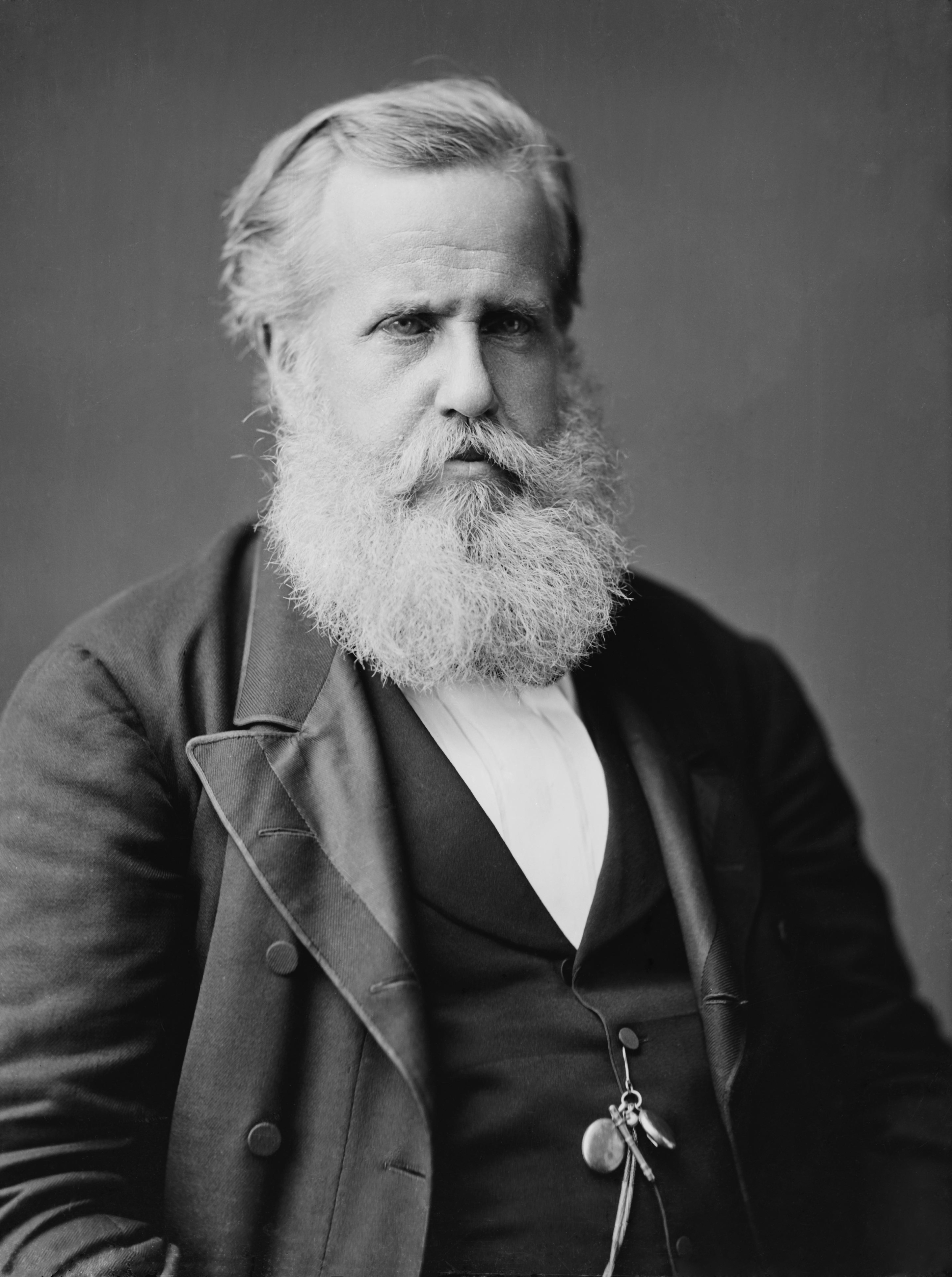
Педру ІІ (1876)
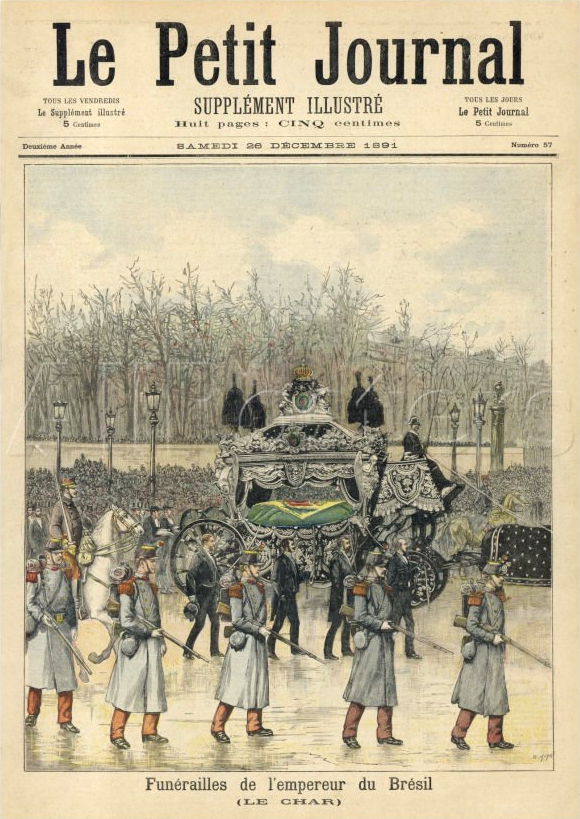
Похорон Педру ІІ (Париж, 1891)
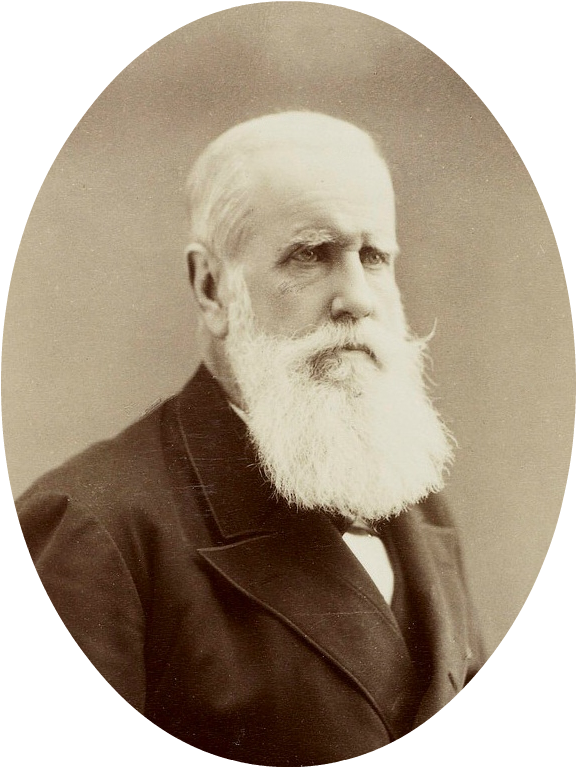
Педру II, 1881